# ホルクム

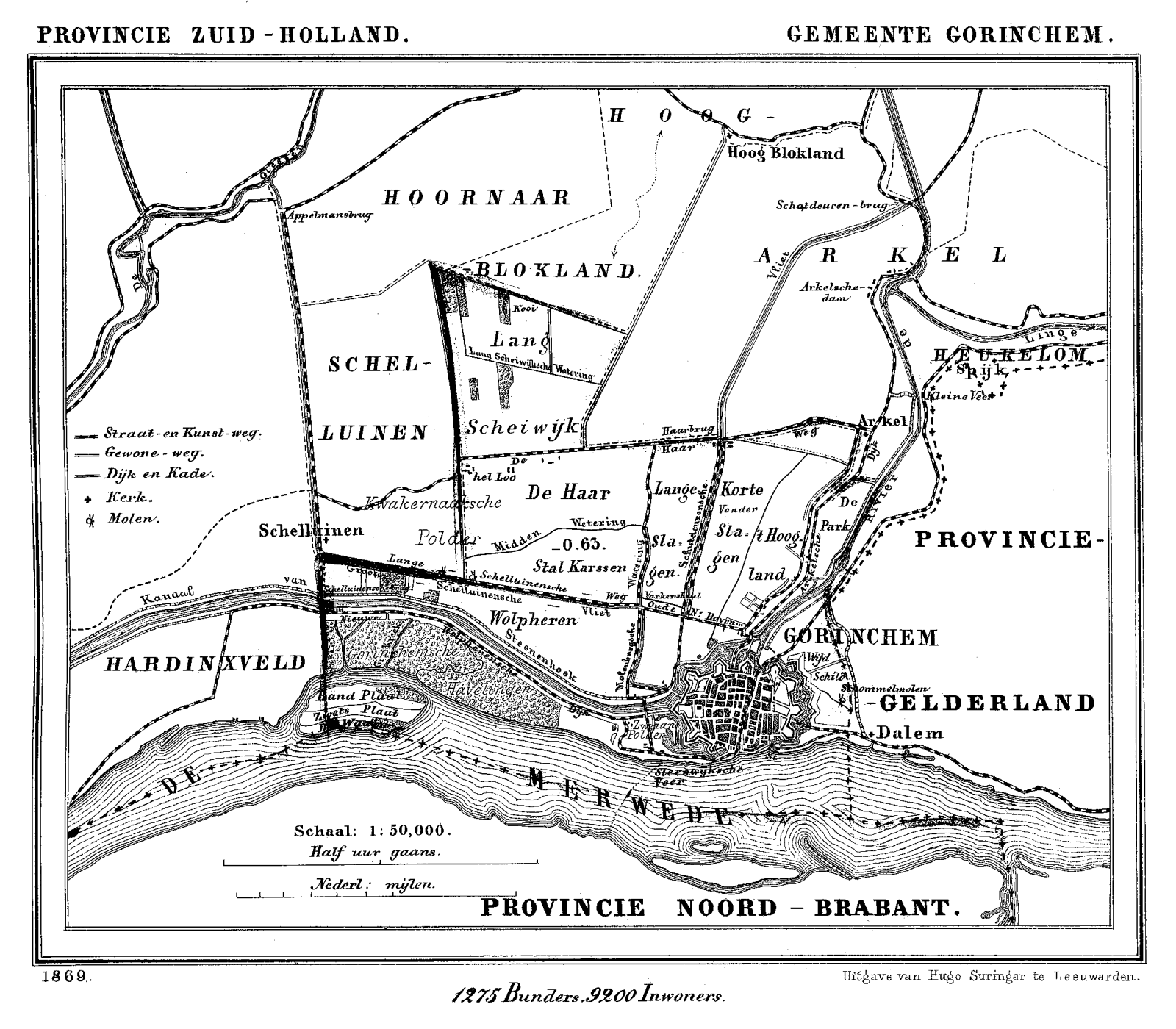
1869年のホルクムの地図

ホルクム（蘭:Gorinchem）は、オランダの南ホラント州にある基礎自治体 (ヘメーンテ)。GorkumまたはGorcum ([ˈɣɔrkʏm, -əm] ( 音声ファイル)と表記されることもある。ホルクムの中心街には、良く保存された16世紀からの城郭都市が残っている。

## 概要
ホルクム基礎自治体は、ボーフェン・メルウェーデ川の右岸にあり、ヴァウドリヘムの対岸に位置している。川を挟んだ南側は北ブラバント州である。街の北側を高速道路A15及び鉄道路線のベトゥウェルートが、西側を高速道路A27が通っている。

## 歴史
ホルクムは西暦1000年頃に、漁師や農民がリンゲ川の河口近くの高台に集落を作ったのが始まりとされている。ホルクムが文献に登場したのは1224年で、ホラント伯フロリス4世が、ホルクムの住民にオランダ国内通行料の免除を許可した文章に「Goriks Heem」（意味は"Gorikの農場"）の文字が見られる。1247年から1267年までの間にホルクムは封建領主であったファン・アルケル家の領地になり、13世紀末には隣接したホラント伯領やゲルデルン公国（ヘルダーラント州も参照）の支配から街を守るために周りに土塁が作られ、柵が張り巡らされた。14世紀半ばになると街の防御は一層強化されたものとなり、7つの門と23の塔を持つ要塞が出来ていた。
1382年11月11日に領主のオットー・ファン・アルケルはホルクムに都市権を与えた。その6年後の1388年、大火があり街のほとんどを占める1500軒もの建物が燃えた。オットーの跡を継いだヤン・ファン・アルケルとホラント伯アルブレヒト1世（ヴィルヘルム1世の弟）の仲違いは11年も続いた戦争 (nl) に発展、最終的にファン・アルケル家は負けて領地を失い、ホルクムは1417年にホラント伯領に併合された。併合されたホルクムは商業が発達し、ホラント伯領で8番目に大きい街に成長した。
宗教改革の真っ只中にネーデルラント諸州とスペインとの間に起きた80年戦争はプロテスタント対カトリック教会の闘いでもあったが、初期の1572年6月26日に、ホルクムはオラニエ公ウィレム1世率いる軍事集団「海の乞食団」(ゼーゴイセンとも日本では呼ばれるがこれはドイツ語読みであり、オランダではWatergeuze ワーテルヒューズと呼ばれる）によってスペインの支配から解放された。その日ホルクムの17人のカトリック司祭と2人の平修士がカルバン派の団員たちによって囚われ監禁・拷問された。一行は船でオランダ南部における海の乞食団の蜂起の中心だったブリーレに連行され、悪名高い指揮官、ルメイ伯ウィリアム・デ・ラ・マルクの命令により尋問された。尋問ではカトリック教会の秘跡とローマ教皇が普遍的な世俗支配権を持つとする教理を捨て、プロテスタントに改宗する事が要求されたが聖職者達はこれを頑なに拒んだためデ・ラ・マルクは激昂し、オラニエ公ウィレム1世から届いたばかりの手紙に「聖職者達を罰せず、危害を加えないこと」と書かれていたにもかかわらずこれを無視し、7月9日の早朝に19人を納屋の梁から吊り下げて絞首刑とした。目撃者によると遺体は切り刻まれたという。
彼らは「ホルクムの殉教者達」として1675年に列福され、1867年にはピウス9世によって列聖が宣言された。彼らの聖遺物箱はブリュッセルのシント・ニコラース教会に祀られている。今でも7月9日頃になるとブリーレには巡礼者がやってきて、聖人たちに敬意を表している。
16世紀になるとホルクムの要塞は荒廃を極め、街の外側に新たに市壁を建設することになった。1609年に完成した市壁は街の面積を2倍にし、今でもそのほとんどが保存されている。市壁には東西南北に4つの門があり、東にダーレム門、西にカンセル門、南にワーテル（水）門、北にアルケル門があったが、現在まで残存するダーレム門以外の3つは19世紀に交通量の増大と共に壊され、ワーテル門の一部はアムステルダム国立美術館の庭に移築された。1673年にホルクムは川の水の氾濫を利用したオランダ独自の国土防衛方法である洪水線の一部になった。
17世紀のオランダ黄金期の後、18世紀にホルクムの経済は衰退した。フランス帝国のオランダ占領下末期、撤退中のフランス軍はホルクムの要塞に立てこもり、3ヶ月にわたった包囲攻撃で街は大きな打撃を受けた。19世紀になると産業革命と共にホルクムはゆっくりながら低迷期を脱した。船舶輸送が増加し新しい運河が建設され、鉄道路線が敷かれて街の人口が増えた。20世紀の始めには市壁の中はいよいよ手狭となり、壁の外に市街地が開発された。第二次世界大戦後市街地は段階的に大きくなり、1987年には東側のダーレム村を吸収合併した。

## 名所・文化観光施設
美術館・博物館
- ホルクムセ・ミュージアム
- ヘンドリック・ハーメルハウス　ホルクム出身でオランダ東インド会社の会計係兼船乗りだったハーメルの博物館が2010年半ばに開館する。彼は朝鮮をヨーロッパに初めて紹介した人物と言われ近年韓国でも評価が高い。博物館に隣接して韓国文化センターが設立され、韓国のアーティストの作品等を展示するギャラリーや韓国庭園が出来る予定。

歴史的建造物
- ホルクムの要塞とダーレム門
- Dit is in Bethlehem（直訳すると「これはベツレヘムにある」）1566年建造の貴族の家。今は本屋が入居している。
- Kapeltoren（礼拝堂塔）
- 風車群 De Hoop小麦風車「希望」、Nooit Volmaakt（意味は「Never Perfect」。1889年に火事で元の風車が焼け落ち、同名の長いこと使われていなかった風車の部品を使って再建されたためこの名前が付いた）、東風車、西風車がある。

近代建築
- De Rotonde （ロータリー）1941年建造のホルクムにあった会社のパビリオン。建築家Ben Merkelbachによる機能主義の建物で2002年にオランダ国定史跡に指定された。

## 縁の人物
- ホルクムの殉教者達（ -1572）
- ウィレム・ヘッセルス・ファン・エスト　（1542-1613）神学者
- アブラハム・ブルーマールト（1566-1651）画家、版画家
- フーゴー・グローティウス（1583-1645）法学者、哲学者、劇作家、詩人
- ディルク・ラフェルス・カンプハウゼン（1586-1627）画家、詩人、神学者
- ヘンドリック・ハーメル（1630-1692）船乗り、作家
- ヤン・ファン・デル・ハイデン（1637-1712）画家、発明家
- アントン・ミュッセルト　NSB（オランダ国家社会主義運動、オランダにおけるナチズム政党）の創始者
- ルート・ブロート（1962- ）サッカーコーチ・監督
- マルコ・ファン・ホーフダーレム（1972- ）元サッカー選手
- ディナント・ウーストホフ（1972- ）オランダのポップバンド、Kaneのボーカル
- ニコス・ヴェルティス（1976- ）ギリシャ人歌手

## 友好都市
- シント・ニクラース　ベルギー
- 康津郡　韓国

## ギャラリー
- ダーレム門
- Grote Toren
大教会の"大きな塔"
- ホルクム内を流れるリンゲ川
- 小麦橋水門 写真の中央部より少し右上にヘンドリック・ハーメルの像が見える
- ハーメルハウス
- Dit is in Bethlehemの絵
- Dit is in Bethlehem
- Korenmolen De Hoop
小麦風車「希望」
- Korenmolen Nooit Vermaakt
 小麦風車「Never Perfect」
- Oostmolen
東風車
- Westmolen
西風車
後方に東風車がある
- De Rotonde